# كنيسة القديس مارمينا الفيوم
كنيسة القديس مارمينا بالفيوم هي كنيسة قديمة كانت تابعة لطائفة الروم الأرثوذكس ومن اللوحة الرخامية المكتوبة باللغة اليونانية والموجودة بغرب الكنيسة، يتبين لنا تاريخ بنائها الأول، حيث بنيت في عهد الملك اليوناني جورجيوس الأول، وفي عصر الحاكم المصري عباس حلمي الثاني، وعهد البطريرك اليوناني فيرتيوس الأول. وتم افتتاح الكنيسة في يوم السبت أول يناير 1905 م، ودشنت في يوم الأحد 30 يناير1905 م. باسم القديسة صوفيا.
ثم آلت الكنيسة إلى مطرانية الأقباط الأرثوذكس في عام 1987م, وتم تجديدها وإقامة أول قداس بها بحضور الأنبا أبرام الثالث أسقف الفيوم وبعض الآباء الكهنة في يوم الأربعاء الموافق 5 برمودة 1704 ش، 13 أبريل 1988م.
تم تجديد الكنيسة مرة أخرى بعد زلزال 12 أكتوبر 1992م. والكنيسة بها خمسة مذابح الأوسط باسم القديس مارمينا (شفيع الكنيسة)، والبحري باسم القديس الأنبا إبرام، والقبلي باسم السيدة العذراء وبالدور الثاني للكنيسة مذبحان، البحري باسم القديس الأنبا بيشوي والأنبا بولا الطموهي. والقبلي باسم شهداء الفيوم وتم تدشين المذابح الخمسة بيد الأنبا أبرام الثالث أسقف الفيوم. والكنيسة تخدم ما يزيد عن اثني عشر ألف مسيحي.